# احمد ناصری گهر
احمد ناصری گهر (زادهٔ ۱۳۴۳ در ملکشاهی) نمایندهٔ حوزهٔ انتخابیهٔ مهران و دهلران در دورهٔ پنجم مجلس شورای اسلامی بوده‌است.